# Скрапеж (река)
Скрапеж је река у западној Србији лева притока реке Ђетиње. Дугачка је 47,7 km. Почиње изворишном челенком на јужним падинама Буковика и југоисточним падинама Повлена спајањем речица Сечице и Годљеваче, а у Ђетињу се улива у Пожешком пољу. Од левих притока Скрапежа најдужа је је Добрињска река, а од десних Лужница.

## Положај слива и његова вододелница
Скрапеж је лева притока реке Ђетиње у коју се улива непосредно узводно од њеног састава са Моравицом у Пожешком пољу. Слив је развијен на јужним падинама Повлена, Маљена и на источним падинама Јелове горе. Налази се између 43°33 и 44°06' северне географске ширине и 17° 02' и 17° 30' источе не географске дужине. Вододелница између Дрине и десне стране слива Скрапежа почиње на Бедену (1259 м), затим иде правцем  север-југ до Годановца (848 м). У највећем  делу слива прати је пут Ваљево - Ужице преко Повлена. Река Јелашница условила је својим изворишним крацима померање правца вододелнице према  истоку до тригонометријске тачке Велик Приједо (971 м) одакле наставља правцем северозапад – југоисток до ушћа Скрапежа код Пожеге. На левој страни слива од поменуте коте Беден вододелница иде преко кота 1300 м и 1346 м које представљају највише тачке у целом сливу Скрапежа. Од тачке Таорска стена (1018 м) она се пружа правцем југозапад – североисток  до Дреновачког кука (946 м) и коте Ожај (862 м). До коте Црни врх (946 м) иде правцем југоисток где задобија меридијански правац и преко коте Мрамор (946 м) и Шиљковице (808 м) до најисточније тачке. Настављајући  правцем северозапад –југоисток спушта се према Пожеги до ушћа на 312 м.

## Клима слива
У сливу Скрапежа клима је условљена његовим географским положајем и рељефом. Изворишна област која лежи на северозападу припада планинским пределима са обилним талозима. Средња висина падавина за цео слив износи 750 мм годишње а добијена је на основу података за период од двадесет  година. У сливу постоје две кишомерне станице: у Пожеги и Косјерићу. Станица у Пожеги се налази на 311 м а у Косјерићу на 430 м. У појединим годинама количина падавина је знатно већа од просечне вредности. Највећа количина падавина у Пожеги била је 1955. године и износила је 1057 мм.

## Рељеф слива
Скрапеж протиче плитком и уском долином од састава Сече реке и Годљеваче на 434 м н.в па до Косјерића. Десне стрме и леве благе долинске стране изграђене су од кречњака. Оне се спуштају у дно долине под наносе којима је оно покривено. Речно корито је у наносу са стабилним обалама. Проширење долине настаје око Косјерићу. Ражанска река, која се улива у Скрапеж код Косјерића под именом Кладороба, доноси велике количине наноса који почиње да утиче на стабилност корита Скрапежа. Од Косјерића до испод ушћа Градње Скрапеж протиче уском и дубоком долином чије су падине изграђене од кречњака. Речно корито је усечено у наносу са високим обалама. Местимично кречњачке масе образују неколико теснаца на овом потезу. Од ушћа Градње до Добрињнске реке Скрапеж протиче проширеном долином са доста стрмим падинама од шкриљаца. Дно долине је засуто наслагама под који подилазе долинске стране.  Низводно од Добрињске реке Скрапеж протиче широком  и плитком долином чије су стране претежно од наноса саме реке. Она постепено губи пад и кривуда по равници. Оптерећена великим количинама наноса мења своје корито и све висе разара плодна поља. Најнижи део Скрапежа налази се у пространом Пожешком пољу покривеним претежно терцијерним наслагама. Са слабим падом и оптерећена наносом река кривуда, помера и мења своје корито. Скрапеж се често али краткотрајно излива и плави непосредну околину готово на целом потезу од  Добрињске реке до ушћа. 

## Геолошки састав слива
Слив Скрапежа одликује се веома сложеним геолошким саставом. Најстарије формације припадају старијем палеозоику наручито распострањеним у горњим токовима десних протока реке Лужнице и Тмуше. Десна страна слива изграђена је добрим делом од творевина девона чији су представници шкриљци, пешчари, конгломерати и река сочива кречњака. На левој страни слива на југозападних падинама Маљена највеће распрострањење имају серпентини тј. серпентинисани перидотити горење јуре. Интересантну појаву чине габрови јурске серије који се јављају на Развођу реке Градац и Ражанске реке. Местимично распрострањење имају формације горње креде. Турона и сенона нарочито око Косјерића. У доњем делу слива Скрапежа око левих притока простиру се језерски седименти средњег миоцена. Насупрот њима на десној страни јавља се миоплиоцен чији су представници конгломерати, шљунак и песак.

## Водостање
Водостаји на реци Скрапеж осматрају се на две водомерне станице у Косјерићу и у Пожеги. У Косјерићу станица ради од 1951. године а у Пожеги од 1922. године. Према сређеним подацима о водостању за периоду од 1951. До 1975. године највиши водостаји на Скрапежу су у марту и априлу, а најнижи у августу и септембру. Горњи део слива је планински па се због веће надморске висине и веће дебљине снежног покривача, отапање снега и виши водостај продужавају у априлу и мају. Највиши водостај забележен на Скрапежу у Косјерићу је био 13. маја 1965 и износио 290 sm, а у Пожеги истог дана 380 sm. Минимални водостаји су у септембру када се излучи 7,6% падавина од укупне годишње суме. 

## Протицај
Протицај је у директној вези са водостањем и површином слива и изражава се са специфичним отицајем ( q ) које за Скрапеж износи 7,69 l/s km². На основу величине специфичног отицаја добијена је висина слоја атмосферске воде расподељена по сливу ( у mm) која храни протицај ( Y ) и у сливу Скрапежа износи 243 mm. Однос између висине отицаја и висине падавина ( C ) има вредност 32,4% што значи да само овај проценат од укупних падавина отече у реку док 67,6% испари.  

## Водопривредни проблеми
Основни водопривредни проблеми у сливу Скрапежа су : уређење бујица, умирење процеса ерозије, денудације и пошумљавање голети. Процес ерозије развијен је у читавом сливу, нарочито на стрмим падинама на којима је девастиран шумски покривач. На више места у сливу Мионичке реке развијена је интензивна јаружна ерозија типична за терене са геолошком основом од шкриљаца. Према карти бујичних река Лужница и Засељска река припадају другој категорији, Добрињска и Миничка река трећој категорији, а слив Ражански реке четвртој категорији. 